# Friesz György
Friesz György (Máriakéménd, 1862. szeptember 2. – Pécs, 1909. december 21.) kántortanító, újságiró és agrárszervező volt. Nevéhez fűzödik az első Magyarországi korszerű tejszövetkezetek létrehozása, amelyek nyomán felívelt a tejtermelés, elsőként Baranya megyében. Ő a Zengő mondájának, az egyik legismertebb mecseki mondának első ismert feljegyzője.

## Családja
Szülei Fries (Friesz) Simon és Heil Katalin, felesége Joó Irma volt.

## Tanító, újságíró
Máriakéménden, Pölöskén és Hosszúhetényben volt kántortanító. Újságíróként a Pécsi Közlöny munkatársa volt. A Pécsi Naplóban Zengő (Friesz) György néven publikált.

## Tejgazdaság szervező
"Az első tej-szövetkezetet szülőföldjén Mária-Kéménden, hol mint üdülőbeteg tartózkodott" 1895-ben - írta róla 1901. augusztus 8-án a Pécsi Közlöny. Az első szövetkezethez 1895 elején máris 94 tag csatlakozott. Ezzel olyan munkába fogott, melynek eredményeképp "ma Baranya vármegye tejgazdasága az ország összes vármegyéi között az első helyen áll" - írta róla ugyanez a lap Friesz halála után, 1910 elején. 
Máriakéménd után Hásságy, Szederkény, Nyomja, Pécsvárad és Kisbudmér településeken alapított tejszövetkezeteket. Az általa létrehozott mintát követve 1901-ig még 49 szövetkezetet alapítottak a községek. 
További szervező munkáját támogatandó, 1901-ben a Hungária Országos Vajkiviteli Részvénytársaság kinevezte a dombóvári vajtermelő központ felügyelőjévé. A Közlöny szerint ekkor már 17 éve tanított. Ez a reményteljes állás és támogatás azonban nem oldotta meg a sorsát. Nekrológja szerint "koldusszegény" maradt, mivel nagy családot kellett eltartania, és mivel a nagy jövedelművé vált tejágazat hamarosan állami irányítás alá került. Friesz Pécsre költözve úgy tartotta el a családját, hogy táncmulatságokon és tánciskolákban zongorázott. Miután egy ilyen alkalomra Szabolcsbánytelepre gyalogolva tüdőbetegségéhez egy meghűlést is szerzett, közkórházba került, és ott halt meg 47 évesen.

## Folklór
Az ő tollából jelent meg 1901. február 28-án a Pécsi Közlönyben a Zengő mondája. Az egyik legismertebb baranyai mesének ez az első ismert nyomtatott változata. Zengő (Friesz) György néven is publikált.